# Iványi
Iványi (ukránul: Іванівці [Ivanyivci], oroszul: Ивановци [Ivanovci], szlovákul: Ivanice) falu Ukrajnában, Kárpátalján, a Munkácsi járásban.

## Fekvése
Munkácstól 6 km-re északnyugatra fekszik.

## Története
Iványi már a 13. században templomos hely volt, neve 1333-ban szerepelt a pápai tizedjegyzékben is.
1391-ben  mint királynéi birtokot említették.
A 14. században népes faluként említették, ahol jelentős szőlőművelés folyt.
Középkori templomának maradványait 1869-ben tárták fel a Latorca kiszáradt egykori medrének partján. Valószínűleg 1650 után pusztult el. 
A falu már a 19. században híres volt vasas fürdőjéről, 1881-ben a falu délkeleti részén fürdőház épült. 
1910-ben 858 lakosából 18 magyar, 61 német, 779 ruszin volt. Ebből 10 római katolikus, 787 görögkatolikus, 57 izraelita volt. 
A trianoni békeszerződésig Bereg vármegye Latorcai járásához tartozott.
Lakosainak száma 2001-ben 1222 volt.
2020-ig Klacsanó tartozott hozzá.

## Nevezetességek
Görögkatolikus temploma a hagyomány szerint a római katolikus templom köveiből épült fel, a 19. század elején. 